# Rejon krasnogorski (Kraj Ałtajski)
Rejon krasnogorski (ros. Красногорский район) – rejon na terenie wchodzącego w skład Rosji syberyjskiego Kraju Ałtajskiego
Rejon leży w południowo-wschodniej części Kraju Ałtajskiego i ma powierzchnię 3,07 tys. km². Na jego obszarze żyje ok. 18,9 tys. osób; całość populacji stanowi ludność wiejska, gdyż w skład tej jednostki podziału terytorialnego nie wchodzi żadne miasto. Ludność rejonu zamieszkuje w 35 wsiach.
Ośrodkiem administracyjnym rejonu jest  wieś Krasnogorskoje.
Rejon został utworzony w 1924 r.